# Championnat de Suisse de hockey sur glace 1927-1928
Saison précédente Saison suivante
La saison 1927-1928 est la 19e saison du championnat de Suisse de hockey sur glace.

## Championnat national

### Qualification Est
- 26 décembre 1927 à Davos : HC Davos - HC Saint-Moritz 3-4 a. p.

### Qualification Ouest
- Le 2 janvier 1928 à Gstaad : HC Rosey Gstaad - HC Château-d'Œx 2-0

### Finale
Elle se dispute le 15 janvier 1928, à Saint-Moritz :
- HC Saint-Moritz - HC Rosey Gstaad 5-0 forfait

Ne pouvant pas se déplacer dans les Grisons, le HC Rosey Gstaad déclare forfait. Comme le HC Château-d'Oex en fait de même, le HC Saint-Mortiz remporte le titre sur le tapis vert,, le 3e de son histoire.

## Championnat international suisse
Ne limitant pas le nombre de joueurs étrangers, ce championnat n'est pas pris en compte pour le palmarès actuel des champions de Suisse.

### Zone Ouest
Les 9 et 21 janvier 1928 :
- Demi-finales :
  - HC Rosey Gstaad - Star Lausanne HC 14-1
  - HC Château-d'Œx - HC La Chaux-de-Fonds 6-2

- Finale :
  - HC Rosey Gstaad - HC Château-d'Œx 13-1

### Zone Est
Le 21 janvier également :
- HC Davos - HC Saint-Moritz 3-1

### Finale
Le 2 janvier 1928 à Gstaad :
- HC Rosey Gstaad - HC Davos 4-3